# Ким, Олег Чанбокович
Олег Чанбокович Ким (род. 28 мая 1952, Узбекистан) — российский политик, депутат Государственной Думы Федерального Собрания Российской Федерации 6-го созыва.

## Биография
В августе 2007 года стал Почётным консулом Корейской Народно-Демократической Республики в Нижнем Новгороде.
С 2010 по 2015 год являлся депутатом Городской думы Нижнего Новгорода (КПРФ). В следующий состав городского парламента не попал.

### Депутат госдумы
8 апреля 2016 года Центризбирком РФ принял решение о передаче вакантного мандата депутата Госдумы шестого созыва бывшему нижегородскому депутату Гордумы Олегу Киму. Кандидат из федерального списка КПРФ Олег Ким получил мандат, освободившийся в связи с досрочным прекращением полномочий депутата Госдумы шестого созыва Василия Лихачева и его переходом в Центризбирком.

## Награды
- Орден Дружбы (26 июня 2013 года) — за достигнутые трудовые успехи, многолетнюю добросовестную работу и активную общественную деятельность[2].

Награжден четырьмя орденами КНДР